# NGC 5202
NGC 5202 este o galaxie spirală situată în constelația Fecioara. A fost descoperită în 12 aprilie 1864 de către Albert Marth.